# العلاقات البحرينية الفرنسية
العلاقات البحرينية الفرنسية هي العلاقات الثنائية التي تجمع بين البحرين وفرنسا.

## مقارنة بين البلدين
هذه مقارنة عامة ومرجعية للدولتين:
| وجه المقارنة                                              | البحرين       | فرنسا                                                    |
| --------------------------------------------------------- | ------------- | -------------------------------------------------------- |
| المساحة (كم2)                                             | 765           | 643.80 ألف                                               |
| عدد السكان (نسمة)                                         | 1.49 مليون    | 67.12 مليون                                              |
| الكثافة السكانية (ن./كم²)                                 | 194.77 ألف    | 104.26                                                   |
| العاصمة                                                   | المنامة       | باريس                                                    |
| اللغة الرسمية                                             | اللغة العربية | لغة فرنسية                                               |
| العملة                                                    | دينار بحريني  | يورو، فرنك س ف ب، فرنك فرنسي، Livre tournois ‏            |
| الناتج المحلي الإجمالي (بليون دولار)                      | 35.31 مليار   | 2.58 تريليون                                             |
| الناتج المحلي الإجمالي (تعادل القوة الشرائية) بليون دولار | 64.16 مليار   | 2.87 تريليون                                             |
| الناتج المحلي الإجمالي الاسمي للفرد دولار أمريكي          | 22.60 ألف     | 36.20 ألف                                                |
| الناتج المحلي الإجمالي للفرد دولار أمريكي                 | 45.50 ألف     | 39.33 ألف                                                |
| مؤشر التنمية البشرية                                      | 0.824         | 0.888                                                    |
| رمز المكالمات الدولي                                      | +973          | +33                                                      |
| رمز الإنترنت                                              | .bh           | .fr، .bzh ‏، .tf، .re، .wf، .yt، .pm، .paris              |
| المنطقة الزمنية                                           | ت ع م+03:00   | أوروبا/باريس ‏، توقيت وسط أوروبا، توقيت وسط أوروبا الصيفي |

## منظمات دولية مشتركة
يشترك البلدان في عضوية مجموعة من المنظمات الدولية، منها:
| علم المنظمة | اسم المنظمة                               | تاريخ انضمام البحرين | تاريخ انضمام فرنسا |
| ----------- | ----------------------------------------- | -------------------- | ------------------ |
|             | يونسكو                                    | 18 يناير 1972        | 4 نوفمبر 1946      |
|             | وكالة ضمان الاستثمار متعدد الأطراف        | 12 أبريل 1988        | 28 ديسمبر 1989     |
|             | الأمم المتحدة                             | 21 سبتمبر 1971       | 24 أكتوبر 1945     |
|             | الفريق المعني برصد الأرض                  | ?                    | ?                  |
|             | الاتحاد البريدي العالمي                   | ?                    | ?                  |
|             | البنك الدولي للإنشاء والتعمير             | 15 سبتمبر 1972       | 27 ديسمبر 1945     |
|             | المنظمة الهيدروغرافية الدولية             | ?                    | ?                  |
|             | الاتحاد الدولي للاتصالات                  | 1975                 | 1866               |
|             | منظمة حظر الأسلحة الكيميائية              | ?                    | ?                  |
|             | مؤسسة التمويل الدولية                     | 22 سبتمبر 1995       | 20 يوليو 1956      |
|             | المركز الدولي لتسوية المنازعات الاستشارية | 15 مارس 1996         | 20 سبتمبر 1967     |
|             | منظمة التجارة العالمية                    | ?                    | 1995               |
|             | منظمة الشرطة الجنائية الدولية             | ?                    | ?                  |

## وصلات خارجية
- موقع وزارة الخارجية البحرينية
- موقع وزارة الخارجية الفرنسية